# 浙江大学信息学部
浙江大学信息学部是浙江大学的一个学部，2009年2月成立，包括光电信息工程学系、控制科学与工程学系、信息与电子工程学系、计算机科学与技术学院、软件学院和生物医学工程与仪器科学学院。现任学部主任为刘旭。

## 重点学科
有10个本科专业，一级学科博士学位授予点6个，二级学科博士学位授予点21个，二级学科硕士授予点22个。近五年培养各专业本科生7010人，硕士生5300余人，博士生850余人。
学部有9个一级学科，其中光学工程、控制科学与工程、生物医学工程为国家重点学科；计算机应用、通信与信息系统两个二级学科也是国家重点学科。

## 师资力量
有教职员工643人，其中教授（研究员）156人，副教授291人；有3名中国工程院院士，11名国家千人计划教授，7名教育部长江特聘教授，3名973首席科学家，11名国家自然科学基金杰出青年获得者。2个国家自然科学基金创新群体，2个教育部创新团队。有106名在站博士后。

## 研究中心
有国家重点实验室3个，国家专业实验室1个，国家工程研究中心3个，国防重点学科实验室1个，研究所21个。年科研经费过4亿元，其中国家拨款经费达75%以上；近五年获得1项国家科技进步特等奖，7项国家科技进步二等奖，2项国家发明专利二等奖；年获200余项国家授权发明专利，年发表400余篇SCI收录论文、680余篇EI收录论文。